# Изъюрвож
Изъюрвож (Изъюорш) (устар. Из-Юр-Вож) — река в России, протекает в Республике Коми. Устье реки находится в 106 км по правому берегу от устья реки Воркуты. Длина от истока до устья 15 км. Берёт начало в небольшом тундровом озере, к востоку от реки Воргашор. На реке расположен заброшенный посёлок Промышленный. Далее по течению река проходит в 3 км от заброшенного посёлка Юршор. Впадает в Воркуту напротив посёлка Цементнозаводского.

## Животный мир
В Изъюрвож обитает хариус. Из птиц в зарослях возле реки обитают полярные утки и полярные гуси. Летом много насекомых, такие как комары, мошки, мухи являются пищей как для рыб, так и для мелких птиц. В реке можно увидеть также ондатру.

## Транспорт
Река Изъюрвож не судоходна, имеет много порогов и мелей. Тем не менее на байдарке или каяке можно сплавиться по реке. Является препятствием для сухопутного транспорта. Во время сильных паводков мосты затапливаются. Так как посёлок заброшен, пешеходные мосты разобрали. А автомобильные мосты постепенно разрушаются водной стихией.